# Tipula (Bellardina) albimacula
Tipula (Bellardina) albimacula is een tweevleugelige uit de familie langpootmuggen (Tipulidae). De soort komt voor in het Nearctisch gebied.